# Belorusskij vokzal
Belorusskij vokzal (russisk: Белорусский вокзал) er en sovjetisk spillefilm fra 1971 af Andrej Smirnov.

## Medvirkende
- Jevgenij Leonov som Ivan Prikhodko
- Anatolij Papanov som Nikolaj I. Dubinskij
- Vsevolod Safonov som Aleksej K. Kirusjin
- Aleksej Glazyrin som Viktor S. Kharlamov
- Nina Urgant som Raisa